# Denier (jednostka)
Denier, oznaczenie den (rzadziej spotykany zapis: D), jednostka gęstości liniowej włókien syntetycznych lub przędzy. Włókno o długości 9000 metrów i masie 1 grama ma gęstość 1 deniera.
{\displaystyle 1\ \mathrm {den} ={\frac {1\ \mathrm {g} }{9000\ \mathrm {m} }}}
Jeżeli włókno ma gęstość 1 deniera albo mniejszą, klasyfikuje się je jako mikrowłókno,
Jednostkę tę stosuje się jedynie dla włókien syntetycznych, ponieważ żadne naturalne włókna (z wyjątkiem jedwabiu) nie są ciągłe.

## Rodzaj materiału, a gęstość w denierach
| Nazwa włókna     | Gęstość w denierach |
| ---------------- | ------------------- |
| przędza nylonowa | 50 – 150            |
| nylon            | 10 – 20             |
| jedwab           | 1 – 3               |
| mikrowłókno      | 0,01 – 1            |

Jednostką metryczną gęstości liniowej włókna jest teks.